# Paracypria minuta
Paracypria minuta is een mosselkreeftjessoort uit de familie van de Candonidae. De wetenschappelijke naam van de soort is voor het eerst geldig gepubliceerd in 1968 door McKenzie.